# In Gefahr – Ein verhängnisvoller Moment/Episodenliste
Diese Episodenliste enthält alle Episoden der Crime-Serie In Gefahr – Ein verhängnisvoller Moment. Die Fernsehserie umfasst derzeit 3 Staffeln mit 349 Episoden.

## Übersicht
| Staffel | Episodenanzahl | Erstausstrahlung | Erstausstrahlung  |
| Staffel | Episodenanzahl | Staffelpremiere  | Staffelfinale     |
| ------- | -------------- | ---------------- | ----------------- |
| 1       | 91             | 11. August 2014  | 16. Dezember 2014 |
| 2       | 211            | 7. Januar 2015   | 18. Dezember 2015 |
| 3       | 47             | Januar 2016      |                   |

## Staffel 1
| Nr. (ges.) | Nr. (Staffel) | Episodentitel                              | Erstausstrahlung (Sat.1) |
| ---------- | ------------- | ------------------------------------------ | ------------------------ |
| 1          | 1             | Sebastian – Flirt mit dem Teufel           | 11. August 2014          |
| 2          | 2             | Jenny – Der Mord meiner Nachbarin          | 12. August 2014          |
| 3          | 3             | Tim – Tödlicher One Night Stand            | 13. August 2014          |
| 4          | 4             | Marlene – Der Morgen danach                | 14. August 2014          |
| 5          | 5             | Kim – Gefährliche Vorurteile               | 15. August 2014          |
| 6          | 6             | Nils – Der Mörder in mir                   | 18. August 2014          |
| 7          | 7             | Greta – Mein Mann das Monster              | 19. August 2014          |
| 8          | 8             | Jan – Per Handschlag besiegelt             | 20. August 2014          |
| 9          | 9             | Lara – Ich liebe ein Monster               | 21. August 2014          |
| 10         | 10            | Chris – Auf der Flucht                     | 22. August 2014          |
| 11         | 11            | Alexander – Aus Versehen getötet           | 25. August 2014          |
| 12         | 12            | Nina – Albtraum Geiselnahme                | 26. August 2014          |
| 13         | 13            | Daniel – Der Feind in meinem Haus          | 27. August 2014          |
| 14         | 14            | Anna – Ein Teddy voller Koks               | 28. August 2014          |
| 15         | 15            | Lale – Sex-Chat mit Folgen                 | 29. August 2014          |
| 16         | 16            | Philipp – Bis der Tod uns scheidet         | 1. September 2014        |
| 17         | 17            | Fabian – Lebendig begraben                 | 2. September 2014        |
| 18         | 18            | Melanie – Das Todesvirus                   | 3. September 2014        |
| 19         | 19            | David – K.o.tische Hochzeit                | 4. September 2014        |
| 20         | 20            | Marie – Der falsche Vater                  | 5. September 2014        |
| 21         | 21            | Tessa – Gefährlicher Besuch                | 8. September 2014        |
| 22         | 22            | Carla – Eine Mutter sieht Rot              | 9. September 2014        |
| 23         | 23            | Lina – Verliebt in einen Nazi              | 10. September 2014       |
| 24         | 24            | Bernd – Ein Koffer voller Diamanten        | 11. September 2014       |
| 25         | 25            | Daniela – Mauer des Schweigens             | 12. September 2014       |
| 26         | 26            | Estefania – Psychospielchen                | 15. September 2014       |
| 27         | 27            | Sylvia – Der Tod ist ein stiller Verräter  | 16. September 2014       |
| 28         | 28            | Dennis – Brüder in schlechter Gesellschaft | 17. September 2014       |
| 29         | 29            | Johannes – Das verlorene Ich               | 18. September 2014       |
| 30         | 30            | Luisa – Verhängnisvolle Fahrerflucht       | 19. September 2014       |
| 31         | 31            | Juliane – Eiskalte Liebe                   | 22. September 2014       |
| 32         | 32            | Patricia – Mein Mörder und ich             | 23. September 2014       |
| 33         | 33            | Ina – Fataler Schuss                       | 24. September 2014       |
| 34         | 34            | Florian – Taxifahrt mit Folgen             | 25. September 2014       |
| 35         | 35            | Patty – Schatten aus der Vergangenheit     | 26. September 2014       |
| 36         | 36            | Betty – Er muss unschuldig sein            | 29. September 2014       |
| 37         | 37            | Eva – Neue Liebe, neues Glück?             | 30. September 2014       |
| 38         | 38            | Volker – Tödliche Täuschung                | 1. Oktober 2014          |
| 39         | 39            | Caroline – Gefährlicher Chat               | 2. Oktober 2014          |
| 40         | 40            | Janina – Wahnsinnig vor Angst              | 6. Oktober 2014          |
| 41         | 41            | Amelie – unter Verdacht                    | 7. Oktober 2014          |
| 42         | 42            | Massimo – Pizza speziale                   | 8. Oktober 2014          |
| 43         | 43            | Paulina – Verhängnisvolle Vergangenheit    | 9. Oktober 2014          |
| 44         | 44            | Tom – Ein Vater will Rache                 | 10. Oktober 2014         |
| 45         | 45            | Hanna – Schleichender Tod                  | 13. Oktober 2014         |
| 46         | 46            | Niklas – Kuss mit Folgen                   | 14. Oktober 2014         |
| 47         | 47            | Mara – Couragierte Pflegemutter            | 15. Oktober 2014         |
| 48         | 48            | Annika – Mein Freund, mein Feind           | 16. Oktober 2014         |
| 49         | 49            | Sandra – Teuflische Nachbarn               | 17. Oktober 2014         |
| 50         | 50            | Jil – Riskantes Spiel                      | 20. Oktober 2014         |
| 51         | 51            | Justus – Ein mörderisch gutes Foto         | 21. Oktober 2014         |
| 52         | 52            | Mareike – Flucht in die Freiheit           | 22. Oktober 2014         |
| 53         | 53            | Armin – Preis des Lebens                   | 23. Oktober 2014         |
| 54         | 54            | Susanne – Wettlauf gegen die Zeit          | 24. Oktober 2014         |
| 55         | 55            | Danny – Beim Leben meiner Tochter          | 27. Oktober 2014         |
| 56         | 56            | Jos – Pakt mit dem Teufel                  | 28. Oktober 2014         |
| 57         | 57            | Mia – Ein unmoralisches Angebot            | 29. Oktober 2014         |
| 58         | 58            | Thea – Löwenmütter                         | 30. Oktober 2014         |
| 59         | 59            | Nela – Gefährliche Klunker                 | 31. Oktober 2014         |
| 60         | 60            | Ricarda – Unter Verdacht                   | 3. November 2014         |
| 61         | 61            | Simona – Gefährliche Visionen              | 4. November 2014         |
| 62         | 62            | Valerie – Sexlügen am Arbeitsplatz         | 5. November 2014         |
| 63         | 63            | Miriam – Das Baby der Fremden              | 6. November 2014         |
| 64         | 64            | Laura – Zum Wohle des Kindes               | 7. November 2014         |
| 65         | 65            | Emma – Verhängnisvolle Entscheidung        | 10. November 2014        |
| 66         | 66            | Henry – Den Tod vor Augen                  | 11. November 2014        |
| 67         | 67            | Lola – Unschuldig in der Psychiatrie       | 12. November 2014        |
| 68         | 68            | Chantal – Mein bis in den Tod              | 13. November 2014        |
| 69         | 69            | Pamela – Gefährliche Spurensuche           | 14. November 2014        |
| 70         | 70            | Michelle – Leiser Tod                      | 17. November 2014        |
| 71         | 71            | Elena – Der unsichtbare Feind              | 18. November 2014        |
| 72         | 72            | Lucia – Im Bann einer Hexe                 | 19. November 2014        |
| 73         | 73            | Dominik – Riskante Liebe                   | 20. November 2014        |
| 74         | 74            | Rob – Der Sündenbock                       | 21. November 2014        |
| 75         | 75            | Jens – Eine Fahrt zu viel                  | 24. November 2014        |
| 76         | 76            | Thomas – Riskante Spiele                   | 25. November 2014        |
| 77         | 77            | Katharina – Blindes Vertrauen              | 26. November 2014        |
| 78         | 78            | Isabelle – Mörderische Hochzeit            | 27. November 2014        |
| 79         | 79            | Franka – Sex nach Lehrplan                 | 28. November 2014        |
| 80         | 80            | Carl – Held wider Willen                   | 1. Dezember 2014         |
| 81         | 81            | Lotti – Fataler Flirt                      | 2. Dezember 2014         |
| 82         | 82            | Dana – Tödliche Erbschaft                  | 3. Dezember 2014         |
| 83         | 83            | Anita – Gefährliches Wissen                | 4. Dezember 2014         |
| 84         | 84            | Lisa – Zwei Männer, ein Mord               | 5. Dezember 2014         |
| 85         | 85            | Ivette – Agentin wider Willen              | 8. Dezember 2014         |
| 86         | 86            | Lutz – Warteliste 002                      | 9. Dezember 2014         |
| 87         | 87            | Yasmine – Unheimliche Mitbewohnerin        | 10. Dezember 2014        |
| 88         | 88            | Carlotta – Ein unheimliches Date           | 11. Dezember 2014        |
| 89         | 89            | Martin – Eine Weihnachtsgeschichte         | 12. Dezember 2014        |
| 90         | 90            | Paul – Codename Weihnachtsmann             | 15. Dezember 2014        |
| 91         | 91            | Tanja – Vergiftetes Wasser                 | 16. Dezember 2014        |

## Staffel 2
| Nr. (ges.) | Nr. (Staffel) | Episodentitel                                | Erstausstrahlung (Sat.1 Emotions) |
| ---------- | ------------- | -------------------------------------------- | --------------------------------- |
| 92         | 1             | Kira – Schnüffeln verboten                   | 7. Januar 2015                    |
| 93         | 2             | Nadia – Kein Entkommen                       | 8. Januar 2015                    |
| 94         | 3             | Wolf – Alptraum Doppelleben                  | 9. Januar 2015                    |
| 95         | 4             | Axel – In der Falle                          | 12. Januar 2015                   |
| 96         | 5             | Nick – Allein gegen die Mafia                | 13. Januar 2015                   |
| 97         | 6             | Marla – Der Fluch des Geldes                 | 14. Januar 2015                   |
| 98         | 7             | Cornelia – Auf freiem Fuß                    | 15. Januar 2015                   |
| 99         | 8             | Stefanie – Das Geheimnis meines Mannes       | 19. Januar 2015                   |
| 100        | 9             | Liv – Unheimlicher Fahrgast                  | 20. Januar 2015                   |
| 101        | 10            | Lukas – Der Krawattenmörder                  | 21. Januar 2015                   |
| 102        | 11            | Henning – Außer Atem                         | 22. Januar 2015                   |
| 103        | 12            | Julia – Mein krimineller Chef                | 23. Januar 2015                   |
| 104        | 13            | Vincent – Der einzige Zeuge                  | 26. Januar 2015                   |
| 105        | 14            | Jonas – Liebesbotschaft mit Folgen           | 27. Januar 2015                   |
| 106        | 15            | Fabienne – Haus des Terrors                  | 28. Januar 2015                   |
| 107        | 16            | Kathleen – Durch dick und dünn               | 29. Januar 2015                   |
| 108        | 17            | Noah – Fatale Gewissensbisse                 | 2. Februar 2015                   |
| 109        | 18            | Vroni – Intrigen am Arbeitsplatz             | 3. Februar 2015                   |
| 110        | 19            | Clara – Bittere Rache                        | 4. Februar 2015                   |
| 111        | 20            | Saskia – Kampf um die Tochter                | 6. Februar 2015                   |
| 112        | 21            | Samuel – Ein verhängnisvoller Auftrag        | 9. Februar 2015                   |
| 113        | 22            | Iris – Hinter der Mauer                      | 10. Februar 2015                  |
| 114        | 23            | Pia – Geheimnisvoller Nachbar                | 11. Februar 2015                  |
| 115        | 24            | Kristin – Rabenschwarzer Valentinstag        | 13. Februar 2015                  |
| 116        | 25            | Bonnie – Karneval mit Folgen                 | 16. Februar 2015                  |
| 117        | 26            | Lotta – Vertauen auf Probe                   | 17. Februar 2015                  |
| 118        | 27            | Paula – 2 Mütter sind eine zu viel           | 18. Februar 2015                  |
| 119        | 28            | Pete – Fluch der Erbschaft                   | 19. Februar 2015                  |
| 120        | 29            | Tilman – Mein Bruder, der Held               | 20. Februar 2015                  |
| 121        | 30            | Jennifer – Verbotene Liebe                   | 23. Februar 2015                  |
| 122        | 31            | Gina – Mein verschwundener Ehemann           | 24. Februar 2015                  |
| 123        | 32            | Peter – Liebe unter Verdacht                 | 25. Februar 2015                  |
| 124        | 33            | Seline – Getrennte Welten                    | 26. Februar 2015                  |
| 125        | 34            | Teresa – Verlorene Liebe                     | 27. Februar 2015                  |
| 126        | 35            | Natascha – Ferngesteuert                     | 2. März 2015                      |
| 127        | 36            | Babette – David gegen Goliath                | 3. März 2015                      |
| 128        | 37            | Leo – Helfer in der Not                      | 4. März 2015                      |
| 129        | 38            | Martina – Das Unglück beginnt zu zweit       | 5. März 2015                      |
| 130        | 39            | Sina – 6 Richtige                            | 6. März 2015                      |
| 131        | 40            | Ramona – Verhängnisvoller Cocktail           | 9. März 2015                      |
| 132        | 41            | Christina – Das letzte Geheimnis             | 10. März 2015                     |
| 133        | 42            | Vanessa – Das gestohlene Nummernschild       | 11. März 2015                     |
| 134        | 43            | Helena – Drum prüfe, wer sich ewig bindet    | 12. März 2015                     |
| 135        | 44            | Vera – Geheimnisvolle Botschaft              | 13. März 2015                     |
| 136        | 45            | Friederike – Im Visier der Macht             | 16. März 2015                     |
| 137        | 46            | Daria – Ein alter Fluch                      | 17. März 2015                     |
| 138        | 47            | Jannik – Gefahr aus Afrika                   | 18. März 2015                     |
| 139        | 48            | Elsa – Gift für die Liebe                    | 19. März 2015                     |
| 140        | 49            | Edwina – Im Zweifel für den Angeklagten      | 20. März 2015                     |
| 141        | 50            | Valentina – Knöllchen mit Herz               | 23. März 2015                     |
| 142        | 51            | Annabell – Im Netz der Intrigen              | 24. März 2015                     |
| 143        | 52            | Natalie – Alptraum Wohnungssuche             | 25. März 2015                     |
| 144        | 53            | Nicole – Der Schein heiligt die Mittel       | 26. März 2015                     |
| 145        | 54            | Magda – Tod eines Krimihelden                | 30. März 2015                     |
| 146        | 55            | Lena – Genug ist genug                       | 31. März 2015                     |
| 147        | 56            | Jana – Im Rampenlicht                        | 1. April 2015                     |
| 148        | 57            | Tilda – Der Osterspaziergang                 | 2. April 2015                     |
| 149        | 58            | Robert – Für das Leben meiner Frau           | 7. April 2015                     |
| 150        | 59            | Johanna – Ich höre auf mein Herz             | 8. April 2015                     |
| 151        | 60            | Sarah – Intrige einer Paartherapeutin        | 9. April 2015                     |
| 152        | 61            | Elle – Eine verhängnisvolle Liebe            | 10. April 2015                    |
| 153        | 62            | Tamara – Der Schein trügt                    | 13. April 2015                    |
| 154        | 63            | Adile – Gefährliche Zivilcourage             | 14. April 2015                    |
| 155        | 64            | Romy – Fauler Zauber                         | 15. April 2015                    |
| 156        | 65            | Cathrin – Deal mit dem Bösen                 | 16. April 2015                    |
| 157        | 66            | Marianne – Schwanger mit 60                  | 17. April 2015                    |
| 158        | 67            | Xenia – Das gestohlene Passwort              | 20. April 2015                    |
| 159        | 68            | Maren – Eine Frage des Vertrauens            | 21. April 2015                    |
| 160        | 69            | Julietta – Mein Nachbar, der Teufel          | 22. April 2015                    |
| 161        | 70            | Annkathrin – Das Geheimnis der Uhr           | 23. April 2015                    |
| 162        | 71            | Jesper – Doppeltes Spiel                     | 24. April 2015                    |
| 163        | 72            | Diana – Alles auf Anfang                     | 27. April 2015                    |
| 164        | 73            | Felicitas – Stimmen aus dem Babyphone        | 28. April 2015                    |
| 165        | 74            | Nico – Unverhofft kommt oft                  | 29. April 2015                    |
| 166        | 75            | Leah – Plötzlich Mama                        | 30. April 2015                    |
| 167        | 76            | Doreen – Ein Schatten zu viel                | 4. Mai 2015                       |
| 168        | 77            | Beate – Mit Herz und Verstand                | 5. Mai 2015                       |
| 169        | 78            | Was niemand wissen darf                      | 6. Mai 2015                       |
| 170        | 79            | Manuela – Gegen den Strom                    | 7. Mai 2015                       |
| 171        | 80            | Maike – Vergessene Träume                    | 8. Mai 2015                       |
| 172        | 81            | Constantin – Der Testpatient                 | 11. Mai 2015                      |
| 173        | 82            | Als wäre es Liebe                            | 12. Mai 2015                      |
| 174        | 83            | Connie – Scheidungsgrund Schwiegermutter     | 18. Mai 2015                      |
| 175        | 84            | Pauline – Liebe, ein seltsames Spiel         | 19. Mai 2015                      |
| 176        | 85            | Celine – Die sitzen gelassene Braut          | 20. Mai 2015                      |
| 177        | 86            | Sören – Der Millionär und die Kellnerin      | 21. Mai 2015                      |
| 178        | 87            | Marietta – Ein fast perfektes Alibi          | 22. Mai 2015                      |
| 179        | 88            | Ole – Ziemlich gute Freunde                  | 27. Mai 2015                      |
| 180        | 89            | Ivonne – Vertrau mir Papa                    | 28. Mai 2015                      |
| 181        | 90            | Ulrike – Die „fast“ perfekte Tochter         | 29. Mai 2015                      |
| 182        | 91            | Alina – Der Untermieter                      | 1. Juni 2015                      |
| 183        | 92            | Romja – Auge um Auge                         | 2. Juni 2015                      |
| 184        | 93            | Pat – Das Geheimnis meiner Nachbarn          | 3. Juni 2015                      |
| 185        | 94            | Corinna – Raus aus Deinem Haus               | 4. Juni 2015                      |
| 186        | 95            | Ruth – In weiter Ferne                       | 5. Juni 2015                      |
| 187        | 96            | Melina – Auf gute Nachbarschaft              | 8. Juni 2015                      |
| 188        | 97            | Heike – Wie gewonnen, so zerronnen           | 9. Juni 2015                      |
| 189        | 98            | Mona – Kampf gegen die Welpenmafia           | 10. Juni 2015                     |
| 190        | 99            | Vertrauter Feind                             | 11. Juni 2015                     |
| 191        | 100           | Monique – Lehrerin in Not                    | 12. Juni 2015                     |
| 192        | 101           | Antonia – Wo ist Mama?                       | 27. Juli 2015                     |
| 193        | 102           | Toni – Lehrer unter Verdacht                 | 27. Juli 2015 (Sat.1)             |
| 194        | 103           | Emilie – Das verbotene Zimmer                | 28. Juli 2015                     |
| 195        | 104           | Marius – Couch-Asyl                          | 29. Juli 2015                     |
| 196        | 105           | Cyntia – Ärztin aus Leidenschaft             | 30. Juli 2015                     |
| 197        | 106           | Melinda – Sushi Speziale                     | 31. Juli 2015                     |
| 198        | 107           | Emilia – Der vergiftete Hund                 | 3. August 2015                    |
| 199        | 108           | Anja – Zwischen zwei Welten                  | 4. August 2015                    |
| 200        | 109           | Nele – Liebe mit Handicap                    | 5. August 2015                    |
| 201        | 110           | Felix – Der Samenbank-Papa                   | 6. August 2015                    |
| 202        | 111           | Bea – Verbotene Verführung                   | 7. August 2015                    |
| 203        | 112           | Monika – Unheimliche Nachbarschaft           | 10. August 2015                   |
| 204        | 113           | Hülya – Versteckt hinter dem Schleier        | 11. August 2015                   |
| 205        | 114           | Benno – Kleiner Eingriff, schlimme Folgen    | 12. August 2015                   |
| 206        | 115           | Marina – Schwanger mit 14                    | 13. August 2015                   |
| 207        | 116           | Episode 207                                  | 14. August 2015                   |
| 208        | 117           | Marion – Notfall in den Bergen               | 17. August 2015                   |
| 209        | 118           | Mila – Geplatzte Urlaubsträume               | 18. August 2015                   |
| 210        | 119           | Nicola – Wer war in unserem Haus?            | 19. August 2015                   |
| 211        | 120           | Theo – Sexy Souvenir aus Thailand            | 20. August 2015                   |
| 212        | 121           | Brigitte – Camping á la Carte                | 21. August 2015                   |
| 213        | 122           | Katja – Die falsche Braut                    | 24. August 2015                   |
| 214        | 123           | Jessica – In flagranti                       | 25. August 2015                   |
| 215        | 124           | Lia – Entgegen allen Widerständen            | 26. August 2015                   |
| 216        | 125           | Joy – Im Visier der Luxussanierer            | 27. August 2015                   |
| 217        | 126           | Evelyn – Mein neues Leben                    | 28. August 2015                   |
| 218        | 127           | Franziska – Verhängnisvolle Vorurteile       | 31. August 2015                   |
| 219        | 128           | Mira – Blick in die Vergangenheit            | 31. August 2015 (Sat.1)           |
| 220        | 129           | Markus – Blut ist dicker als Wasser          | 1. September 2015                 |
| 221        | 130           | Till – Entscheidung aus Liebe                | 1. September 2015 (Sat.1)         |
| 222        | 131           | Maja – Der Fein von nebenan                  | 2. September 2015                 |
| 223        | 132           | Sophia – Das Geheimnis meiner Tochter        | 2. September 2015 (Sat.1)         |
| 224        | 133           | Luna – Die Sache mit der Liebe               | 3. September 2015                 |
| 225        | 134           | Ellen – Kleiner, großer Schritt              | 3. September 2015 (Sat.1)         |
| 226        | 135           | Denise – Rufmord an meiner Tochter           | 4. September 2015                 |
| 227        | 136           | Finn – Eine Frage der Tradition              | 4. September 2015 (Sat.1)         |
| 228        | 137           | Anke – Gestohlenes Glück                     | 7. September 2015                 |
| 229        | 138           | Carina – Ins Abseits gespielt                | 8. September 2015                 |
| 230        | 139           | Andrea – Nicht auflegen                      | 9. September 2015                 |
| 231        | 140           | Viktoria – Papas zweiter Frühling            | 10. September 2015                |
| 232        | 141           | Lorenz – Verlockende Schatzsuche             | 11. September 2015                |
| 233        | 142           | Fiona – Keine Spur von dir                   | 14. September 2015                |
| 234        | 143           | Kaia – Geheimnisvoller Häusertausch          | 15. September 2015                |
| 235        | 144           | Maria – Im Bann der Wahrsagerin              | 16. September 2015                |
| 236        | 145           | Julian – Geld oder Liebe                     | 17. September 2015                |
| 237        | 146           | Nora – Die Treuetesterin                     | 18. September 2015                |
| 238        | 147           | Judith – Perkins Vermächtnis                 | 21. September 2015                |
| 239        | 148           | Steffen – Blind vor Liebe                    | 22. September 2015                |
| 240        | 149           | Regina – Eine Mutter gibt nicht auf          | 23. September 2015                |
| 241        | 150           | Leon – Die Intrigen meiner Mutter            | 24. September 2015                |
| 242        | 151           | Barbara – Auf dem Rücken der Pferde          | 25. September 2015                |
| 243        | 152           | Sophia – Ein heimtückischer Plan             | 28. September 2015                |
| 244        | 153           | Jelena – Das Ende der Illusion               | 29. September 2015                |
| 245        | 154           | Melissa – Das Geheimnis meiner Ehe           | 30. September 2015                |
| 246        | 155           | Karin – Gefährlicher Handyfund               | 1. Oktober 2015                   |
| 247        | 156           | Richard – Volksfest mit Tücken               | 2. Oktober 2015                   |
| 248        | 157           | Tabea – Ein Punk zum Verlieben               | 5. Oktober 2015                   |
| 249        | 158           | Dora – Verschollene Liebe                    | 6. Oktober 2015                   |
| 250        | 159           | Petra – Verkäuferin in Not                   | 7. Oktober 2015                   |
| 251        | 160           | Martha – Ein Star in Gefahr                  | 8. Oktober 2015                   |
| 252        | 161           | Nana – Wo ist Paulchen?                      | 9. Oktober 2015                   |
| 253        | 162           | Mandy – Alptraum an der Kinokasse            | 12. Oktober 2015                  |
| 254        | 163           | Mina – Einem Verbrechen auf der Spur         | 13. Oktober 2015                  |
| 255        | 164           | Svenja – Der Bruder aus dem Nichts           | 14. Oktober 2015                  |
| 256        | 165           | Nadine – Mein Freund, ein Gangster?          | 15. Oktober 2015                  |
| 257        | 166           | Rike – Ein unheilvoller Traum                | 16. Oktober 2015                  |
| 258        | 167           | Bettina – Mord im Schrebergarten             | 19. Oktober 2015                  |
| 259        | 168           | Mireille – Hoher Einsatz                     | 20. Oktober 2015                  |
| 260        | 169           | Verena – Im Netz der Vergeltung              | 21. Oktober 2015                  |
| 261        | 170           | Hagen – Ohne jede Spur                       | 22. Oktober 2015                  |
| 262        | 171           | Selina – Falscher Verdacht                   | 23. Oktober 2015                  |
| 263        | 172           | Team Frankfurt – Mord ohne Leiche            | 26. Oktober 2015                  |
| 264        | 173           | Elisa – Geblendet                            | 27. Oktober 2015                  |
| 265        | 174           | Nelly – Eine heile Welt zerbricht            | 28. Oktober 2015                  |
| 266        | 175           | Sabrina – Ich kämpfe für meinen Sohn         | 29. Oktober 2015                  |
| 267        | 176           | Remo – Gefährliche Schnitzeljagd             | 30. Oktober 2015                  |
| 268        | 177           | Mathilda – Bei mir bist Du sicher            | 2. November 2015                  |
| 269        | 178           | Ella – Das geheime Tagebuch                  | 3. November 2015                  |
| 270        | 179           | Ida – Drei sind einer zu viel                | 4. November 2015                  |
| 271        | 180           | Oliver – In den Fängen einer Sekte           | 5. November 2015                  |
| 272        | 181           | Beatrice – Liebe siegt                       | 6. November 2015                  |
| 273        | 182           | Mariella – Der verschwundene Zeuge           | 9. November 2015                  |
| 274        | 183           | Steve – Fahrradkurier auf Abwegen            | 10. November 2015                 |
| 275        | 184           | Lilia – Der Schatz in der Kommode            | 11. November 2015                 |
| 276        | 185           | Heidi – Der Teufel mit den blonden Haaren    | 12. November 2015                 |
| 277        | 186           | Larissa – Freitag, der 13.                   | 13. November 2015                 |
| 278        | 187           | Tatjana – Das Geheimnis des Dachbodens       | 16. November 2015                 |
| 279        | 188           | Tobias – Gefährliche Verführung              | 17. November 2015                 |
| 280        | 189           | Madeleine – Mein fremder Mann                | 18. November 2015                 |
| 281        | 190           | Jane – Geheimnisvolle Flaschenpost           | 19. November 2015                 |
| 282        | 191           | Liliane – Verführerischer Duft               | 20. November 2015                 |
| 283        | 192           | Cora – Wer einmal lügt                       | 23. November 2015                 |
| 284        | 193           | Clarissa – Die Feinde meiner Freunde         | 24. November 2015                 |
| 285        | 194           | Britta – Verhängnisvolle Schuldgefühle       | 25. November 2015                 |
| 286        | 195           | Eileen – Der Tag danach                      | 26. November 2015                 |
| 287        | 196           | Michaela – Der gefährdete Traum              | 27. November 2015                 |
| 288        | 197           | Vicky – Spuren der Vergangenheit             | 30. November 2015                 |
| 289        | 198           | Tino – Rache ist süß                         | 1. Dezember 2015                  |
| 290        | 199           | Janosch – Freunde fürs Leben                 | 2. Dezember 2015                  |
| 291        | 200           | Leonard – Rätselhafte Veränderung            | 3. Dezember 2015                  |
| 292        | 201           | Esther – Schatten im Blick                   | 4. Dezember 2015                  |
| 293        | 202           | Camilla – Verhängnisvolles Erbe              | 7. Dezember 2015                  |
| 294        | 203           | Christine – Immer noch ich                   | 8. Dezember 2015                  |
| 295        | 204           | Jenna – Dunkle Vergangenheit                 | 9. Dezember 2015                  |
| 296        | 205           | Merle – Das rätselhafte Fotoalbum            | 10. Dezember 2015                 |
| 297        | 206           | Rosalie – Freundschaftsdienst mit Folgen     | 11. Dezember 2015                 |
| 298        | 207           | Constanze – Gefährliche Juwelen              | 14. Dezember 2015                 |
| 299        | 208           | Lysann – Das Geheimnis meines Vaters         | 15. Dezember 2015                 |
| 300        | 209           | Carmen – Der Teufel in Weiß                  | 16. Dezember 2015                 |
| 301        | 210           | Veronika – In guten wie in schlechten Zeiten | 17. Dezember 2015                 |
| 302        | 211           | Viola – Verzauberte Weihnachten              | 18. Dezember 2015                 |

Staffel 3
| Nr. (ges.) | Nr. (Staffel) | Episodentitel                     |  |
| ---------- | ------------- | --------------------------------- |  |
| 303        | 1             | Danielle verzweifeltes Geständnis |  |
| 304        | 2             | Alice-rätselhafte Botschaften     |  |
|            |               |                                   |  |